# Дзюбенко, Григорий Никифорович
Григо́рий Ники́форович Дзюбе́нко (28 сентября 1914 — 12 октября 1979, по др. данным 1904—1982) — советский дипломат, чрезвычайный и полномочный посланник 1 класса.

## Биография
Член ВКП(б). На дипломатической работе с 1944 года.
- В 1944—1945 годах — сотрудник центрального аппарата НКИД СССР.
- В 1945—1950 годах — заместитель политического советника советской части Союзной контрольной комиссии по Австрии.
- В 1950—1951 годах — на ответственной работе в центральном аппарате МИД СССР.
- В 1951—1956 годах — на ответственной работе в аппарате ЦК КПСС.
- В 1956—1959 годах — советник Посольства СССР в Австрии.
- В 1959—1965 годах — на ответственной работе в центральном аппарате МИД СССР.
- С 20 июля 1965 по 10 ноября 1970 года — чрезвычайный и полномочный посол СССР в Непале[5].
- В 1970—1978 годах — на ответственной работе в центральном аппарате МИД СССР.

С 1978 года — в отставке.